# Complete
『Complete』は韓国の男性アイドルグループ・BTOBによる初の正規アルバムである。2015年6月29日にリリースされた。

## 背景とリリース
2015年6月4日にCUBEエンターテインメントはBTOBが2015年6月29日に初の正規アルバムを発売すると発表した。カムバックに先立ちBTOBは初めてのR&Bバラードでタイトル曲の「It's Okay」で以前のコンセプトとは180度異なるスタイルでカムバックをすると告知した。
「It's Okay」はリリース後に複数の音楽チャートを上回り、デビュー3年でチャートで初の1位を獲得した。

## ミュージックビデオ
本アルバムのタイトル曲「It's Okay」のミュージックビデオは6月29日にBTOBの公式YouTubeチャンネルにて公開された。ミュージックビデオはストーリーテリングに似たドラマ形式である。ラジオDJのイルフン、芸術学校の生徒のヒョンシク、消防士のプニエル、ハイカーのソンジェ、配達人のチャンソプ、学生のウングァン、失業者のミンヒョクなどさまざまな職業に就いている役として登場。
同年7月5日にミュージックビデオが100万回視聴達成後にダンスバージョンが公開された。

## トラックリスト
| #         | タイトル                                     | 作詞      | 作曲・編曲 | アーティスト | 時間 |
| --------- | -------------------------------------------- | --------- | ---------- | ------------ | ---- |
| 1.        | 「Complete（Intro）」                        |           |            |              | 2:38 |
| 2.        | 「괜찮아요 (It's Okay)」                     |           |            |              | 4:12 |
| 3.        | 「너나 잘 살아 (You Do You)」                |           |            |              | 3:45 |
| 4.        | 「북 치고 장구 치고 (Yippie Yo Yippie Yay)」 |           |            |              | 3:42 |
| 5.        | 「Summer Romance」                           |           |            |              | 3:41 |
| 6.        | 「친구의 여자친구 (My Boy's Girl)」          |           |            |              | 3;41 |
| 7.        | 「꽃보다 그녀 (Beautiful To Me)」            |           |            |              | 3:23 |
| 8.        | 「보고파 (Miss You)」                        |           |            |              | 4:03 |
| 9.        | 「어기여차 디여차 (Giddy Up)」               |           |            |              | 3:13 |
| 10.       | 「Open」                                     |           |            |              | 3:17 |
| 11.       | 「비밀 (Insane) (Acoustic Ver)」             |           |            |              | 3:06 |
| 12.       | 「Shake It」                                 |           |            |              | 3:14 |
| 13.       | 「Everything’s Good - 일훈 Solo (Outro)」    |           |            |              | 4:05 |
| 合計時間: | 合計時間:                                    | 合計時間: | 45:50      |              |      |